# Cyperus bifolius
Cyperus bifolius är en halvgräsart som beskrevs av Kaare Arnstein Lye. Cyperus bifolius ingår i släktet papyrusar, och familjen halvgräs.
Artens utbredningsområde är Etiopien. Inga underarter finns listade i Catalogue of Life.